# Othon VIII de Wittelsbach
Othon VIII de Wittelsbach est un comte palatin de Bavière, né avant 1180 et mort le 7 mars 1209 à Oberndorf. Il est resté connu comme l'assassin de Philippe de Souabe.

## Biographie
Othon VIII est le fils d'Othon IV († 18 août 1189) et de Bénédicte de Moosburg. Par son père, il est le petit-fils d'Othon IV, comte de Scheyern. Son père est le frère cadet d'Othon Ier, devenu le premier duc de Bavière à Wittelsbach en 1180, il a également pour frère Conrad Ier de Wittelsbach, archevêque de Mayence de 1162 à 1165 puis de 1183 à 1200, et ensuite archevêque de Salzbourg sous le nom de Conrad III, de 1177 à 1183. Le jeune Othon avait par ailleurs pour neveu le duc Louis Ier dit de Kelheim.
Otto VIII est mentionné pour la première fois en 1193 comme le successeur de son père dans le Palatinat bavarois. Cependant, il n'est guère apparu dans les sources les années suivantes.

## Assassinat de Philippe de Souabe
Le 21 juin 1208, Othon passe au premier plan de la politique internationale en assassinant le roi et empereur élu Philippe de Souabe à Bamberg, pendant le mariage de sa nièce, la comtesse Béatrice II de Bourgogne avec Othon de Méranie. Pendant que Philippe se reposait pour le déjeuner, Othon tenta d'obtenir une audience auprès de lui à l'improviste. Le roi accéda à sa demande et une fois en sa présence, Othon sortit son épée et trancha la carotide du roi, avant de prendre la fuite. 
Les motivations de cet assassinat n'ont jamais été éclaircies. Le jeune comte, connu pour son caractère instable, serait entré dans une fureur noire en apprenant que ses fiançailles avec Gertrude de Silésie étaient rompues par le père de la jeune princesse, le duc Henri Ier le Barbu de la dynastie des Piast. Le duc Henri semble avoir été au courant de la personnalité cruelle d'Othon et préoccupé du bien-être de sa fille, il aurait décidé de résilier le projet de mariage. Il s'agissait du deuxième projet d'union dont Othon reprochait à Philippe la rupture, le premier concernant une fille de Philippe lui-même, Cunégonde, finalement fiancée à Venceslas Ier de Bohême en 1207. Il est possible qu'Othon ait imaginé qu'une autre des filles de Philippe allait lui être proposée le jour de l'union de Bamberg et de dépit, il aurait promis de se venger du roi des Germains.
La veuve de Philippe, Irène, alors enceinte, alla se réfugier au château de Hohenstaufen et y fit une fausse couche, dont elle décéda le 27 août, laissant quatre filles âgées de trois à dix ans. Il ne restait plus qu'un seul membre masculin de la maison de Hohenstaufen.
Le parti Staufen se tourna vers Otton IV, qui fut le seul dirigeant de l'empire de 1208 à 1212. Le duc Louis Ier de Kelheim devint le premier membre du parti Staufer à rejoindre le camp d'Othon IV, parvenant à le convaincre de la culpabilité d'Othon VIII de Wittelsbach et de l'évêque Egbert d'Andechs. Louis Ier confisqua les biens détenus par la famille d'Andechs en Bavière, même une fois que l'innocence d'Egbert fut démontrée. En remerciement des services rendus, Othon IV confirma Louis dans sa dignité de duc de Bavière. À la Pentecôte 1212, le fils de Louis, Othon L'Illustre épousa Agnès du Palatinat, héritière des biens des Welf dans le Palatinat. À l'automne de la même année, Louis Ier rejoignit de nouveau au camp des Hohenstaufen. En 1214, il devint comte palatin du Rhin.

## Mort
Le 7 mars 1209, déclaré hors-la-loi, Othon de Wittelsbach est tué par le maréchal impérial Henri de Kalden à Oberndorf, près de Kelheim ; sa tête est ensuite jetée dans le Danube, tandis que le reste de son cadavre est conservé dans un tonneau pendant des années. Des moines de l'abbaye d'Indersdorf voleront finalement le tonneau et inhumeront le corps sur les terres du monastère.
Une rue et une petite place porten le nom d'Othon VIII dans le village d'Oberndorf. Depuis 2002, une plaque rappelle sa mort en ce lieu.